# Пертина (Козенца)
Пертина је насеље у Италији у округу Козенца, региону Калабрија.
Према процени из 2011. у насељу је живело 604 становника. Насеље се налази на надморској висини од 915 м.